# Instalacja wyrównywania potencjałów
Instalacja wyrównywania potencjałów – całość połączonych między sobą przewodów wyrównawczych oraz elementów spełniających podobne zadania (np. osłony lub inne elementy przewodzące). Instalacja wyrównywania potencjałów może być równocześnie instalacją uziemiającą lub częścią instalacji uziemiającej.